# Плацанеко (Сондрио)
Плацанеко је насеље у Италији у округу Сондрио, региону Ломбардија.
Према процени из 2011. у насељу је живело 80 становника. Насеље се налази на надморској висини од 1689 м.